# The Sonny & Cher Comedy Hour
The Sonny & Cher Comedy Hour este o emisiune de divertisment, găzduită de cântăreții pop americani Sonny Bono și Cher, căsătoriți la acea vreme. Spectacolul a fost difuzat pe CBS în Statele Unite, și a avut premiera în august 1971. Emisiunea a fost anulată în mai 1974, din cauza divorțului cuplului, dar duoul s-a reunit în 1976 pentru un format similar, The Sonny & Cher Show (un titlu folosit sporadic în timpul difuzării Comedy Hour), care a fost difuzat timp de două sezoane, încheindu-se la 29 august 1977.

## The Sonny & Cher Comedy Hour(1971–1974)
Odată cu 1971, Sonny & Cher au încetat să mai producă single-uri reușite. Primul lungmetraj al lui Cher, Chastity (1969), nu a fost un succes, iar duoul a decis să organizeze concerte și spectacole de stand-up comedy în cluburile de noapte din întreaga țară. Fred Silverman, șeful programelor CBS, i-a văzut într-o seară și le-a oferit propria emisiune. The Sonny & Cher Comedy Hour a fost gândit inițial ca un show estival, dar audiențele mari i-au oferit lui Silverman suficiente motive să îl readucă mai târziu în acel an, cu un spațiu permanent în grilă. Emisiunea a fost înregistrată la CBS Television City din Hollywood.
The Sonny & Cher Comedy Hour a fost clasată în topul 20 al ratingurilor pe întreaga sa durată. Fiecare episod se deschidea cu o temă muzicală, care continua cu primele note din „The Beat Goes On”. În fiecare episod, Sonny făcea schimb de replici cu Cher, înjosindu-se unul pe celălalt cu remarci din viața de cuplu. Sonny critica aspectul nativ-american al lui Cher, iar aceasta îl batjocorea pentru vocea stridentă și înălțimea lui. Urmau scenete umoristice, amestecate cu numere muzicale. La sfârșitul fiecărui episod, Sonny și Cher cântau publicului piesa lor de succes, „I Got You Babe”.
Printre numeroșii invitați care au apărut în The Sonny & Cher Comedy Hour s-au numărat Carol Burnett, George Burns, Tony Curtis, Bobby Darin, The Jackson 5, Jerry Lee Lewis, Ronald Reagan, Burt Reynolds și Chuck Berry.
Show-ul a fost programat să revină pentru un al patrulea sezon în octombrie 1974, dar Sonny și Cher s-au despărțit în acea toamnă, rezultând în anularea emisiunii.

## Cher(1975-1976)
Începând cu prima parte a anului 1975, Cher a revenit la televiziunea de rețea cu emisiunea sa solo de divertisment, intitulată Cher, și difuzată pe CBS. Formatul a atras publicul în timpul scurtei sale difuzări, și a fost reînnoit pentru sezonul 1975-1976. 
Deși, după divorț, show-ul separat al lui Sonny a avut majoritatea distribuției și echipei din emisiunea anterioară (cu excepția directorului muzical), show-ul lui Cher s-a arătat cu ușurință mai important, atât în rating, cât și prin răspunsul fanilor. Din cauza contractelor, Cher nu a putut să prezinte multe dintre scheciurile și personajele ei de la Comedy Hour în show-ul ei; Sonny le-a avut în show-ul său, în schimb.
Printre numeroșii invitați care au apărut la emisiunea lui Cher s-au numărat Bette Midler, Elton John, Pat Boone, David Bowie, Ray Charles, Steve Martin, Ike & Tina Turner și Raquel Welch.

## The Sonny and Cher Show(1976–1977)

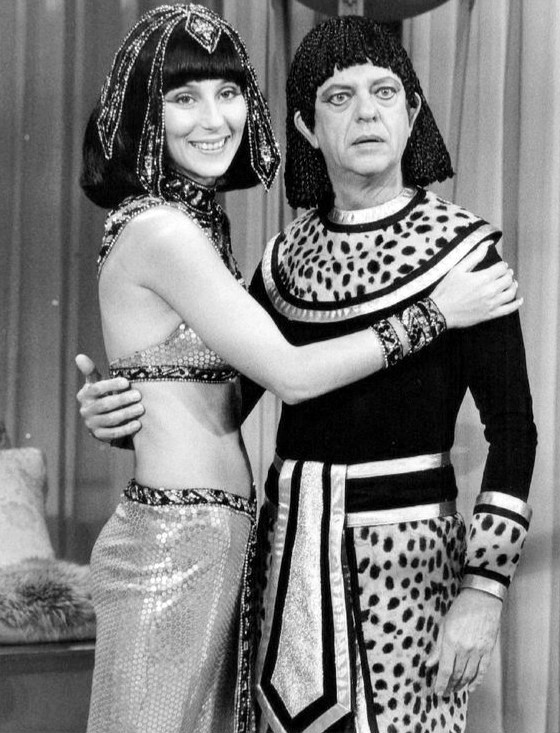
Cher și Don Knotts în The Sonny and Cher Show, 1976

În februarie 1976, cu amărăciunea divorțului în urmă, cuplul s-a reunit pentru The Sonny and Cher Show. Această încarnare a seriei a fost produsă de scriitori veterani de emisiuni muzicale de varietăți, Frank Peppiatt și John Aylesworth. Practic, era același format ca primul lor spectacol de varietăți, dar cu scenariști diferiți, pentru a crea noi scenete și cântece. 
Conversațiile de deschidere ale duoului au fost mult mai discrete, și au făcut referiri la divorțul cuplului, precum și la căsătoria ulterioară a lui Cher cu Gregg Allman (în timpul producției, Cher a rămas însărcinată cu fiul lui Allman, Elijah). Într-un segment de deschidere, Cher i-a făcut un compliment lui Sonny, iar Sonny i-a răspuns în glumă: „Nu asta ai spus în sala de judecată!”. Cu toate acestea, seria a obținut suficient rating pentru a fi reînnoită pentru un al doilea sezon. În acest moment, însă, genul emisiunilor de varietăți era deja în declin accentuat, iar Sonny and Cher era unul dintre puținele programe de succes de acest tip care mai erau difuzate. Emisiunea a luat sfârșit în 1977.
Printre invitații care au apărut în The Sonny and Cher Show se numără Muhammad Ali, Raymond Burr, Barbara Eden, Farrah Fawcett, Bob Hope, Don Knotts, Jerry Lewis, Debbie Reynolds și Betty White.